# Фермата ГОТ
Фермата ГОТ (на английски: „A.N.T. Farm“) е сериал на Disney Channel, е тийн ситком, чиято премиера се състои на 6 май 2011 г. по Disney Channel в САЩ. Участват Чайна Ан Макклейн, Сиера Маккормик, Джейк Шорт, Стефани Скот и Карлън Джефри.

## Излъчване
| Сезон | Сезон | Епизоди | Начало на сезона | Край на сезона |
| ----- | ----- | ------- | ---------------- | -------------- |
|       | 1     | 25      | 6 май 2011       | 13 април 2012  |
|       | 2     | 20      | 1 юни 2012       | 26 април 2013  |
|       | 3     | 17      | 31 май 2013      | 21 март 2014   |

## Сюжет
Разказва се за Чайна Паркс и нейните приятели – Олив Дойл и Флетчър Куимби. Всеки от тях има някакъв талант – Чайна пее и свири на доста инструменти, Олив има ейдетична памет, а Флетчър рисува. Затова те са в Г.О.Т. програмата (Големи Омайни Таланти).
Фермата Г.О.Т. се развива около Чайна Паркс, 11-годишната музикална звезда, която току-що се превръща в най-новия талант в Г.О.Т. програмата на гимназия Уебстър в Сан Франциско, Калифорния.
На първия си ден, тя се запознава с Олив Дойл, странно момиче, което има ейдетична памет и Флетчър Куимби, художествен гений, който се влюбва дълбоко в Чайна когато за първи път се срещат.
Те скоро ще станат най-добри приятели в гимназията. Преживяват множество приключения, използвайки своите таланти в своя полза. Преди Чайна да се запознае с Олив и Флетчър, тя среща Гибсън, съветник, учител и терапевт на Фермата Г.О.Т., който е странен, шантав човек, който е най-ярката личност. Момичето на училището - Лекси Риид е едиа от тийнейджърките, които смятат, че малките деца в Уебстър са мравки. Тя тормози Чайна, мислейки за нея като за конкуренция в това да е звездата на училището. Тромавия по-голям брат Чайна е Камерън, който се опитва да избегне Чайна в гимназията колкото може, тъй като се страхува, че тя ще бъде срам за него. Най-добрата приятелка на Лекси - Пейсли, на Чайна - Олив и приятелят на Флетчър - Ангъс споделят основни повтарящи се роли в сериала.

## Актьорски състав

### Главни герои
- Чайна Ан Макклейн – Чайна Паркс
- Сиера Маккормик – Олив Дойл
- Джейк Шорт – Флетчър Куимби
- Стефани Скот – Лекси Риид
- Карлън Джефри – Камеран Паркс
- Аедин Минкс – Ангъс Честнют

### Второстепени герои
- Aли Дебери – Пейзли Хаундстут
- Зач Стийл – Гибсън
- Минди Стърлинг – Сюзън Скидмор
- Финес Мичъл – Дарил Паркс
- Кристиан Кампос – Уаки вълка
- Елис Нийл – Роксана Паркс
- Мат Лоу – Хипо
- Клеър Енглер – Ваялет
- Доминик Бърджис – Золтан Грънди
- Зиби Ален – Уинтер Мадокс (сезон 1)/Мадам Го Го (сезони 1 и 3)
- Пайпър Курда – Кенеди Ван Бюрън/Кумико Хашимото
- Том Чой – Г-н Хашимото

## В България
В България се излъчва от 10 декември 2011 г. по локалната версия на Disney Channel. Дублажът е нахсинхронен на студио Александра Аудио. Ролите се озвучават от Виктория Колева (Чайна), Калия Калчева (Олив), Павел Петков (Флетчър), Нина Гавазова (Лекси), Константин Лунгов (Камерън), Ана-Мария Томова (Пейзли), Петър Бонев (Гибсън), Василка Сугарева (Директор Скидмор), Симона Нанова (Роксана Паркс). Елена Бойчева, Момчил Степанов и други.